# Максимушкин, Андрей Владимирович
Андре́й Влади́мирович Макси́мушкин (род. 6 ноября 1973, Оренбург) — русский писатель-фантаст, пишущий в жанре альтернативной истории.

## Биография
Андрей Максимушкин родился 6 ноября 1973 года в Оренбурге. В 1996 году окончил машиностроительный факультет Камского политехнического института, после чего работал инженером-строителем. Долгое время жил в городе Набережные Челны. В 2017 году эмигрировал в Австрию. Работает в сфере BIM-инжиниринга. 

## Творчество
Литературный дебют Максимушкина состоялся с публикации в журнале «Мир Искателя» рассказа «Quit Game» 2001 года.
Публикуемые романы Андрея Максимушкина принадлежат жанру альтернативной истории (АИ). Так в цикле-дилогии «Реванш» описан ход истории, где
Союз Советских Социалистических Республик (СССР) не развалился в 1991 году, и успешно ведёт войну с Соединёнными Штатами Америки на территории Югославии (роман «Красный реванш»). В романе-продолжении («Белый реванш») не желающие мириться с поражением, американцы наносят ответный удар. Некоторые критики, мотивируя тем, что
для АИ свойственно изменение предпосылок или добавление новых дополнительных факторов, при сохранении имён и фамилий участников, названий мест действия, относят реванши к параллельным мирам (Максимушкин изменяет имена политических деятелей, например Горбачёв становится Горбунковым, Шойгу — Бойгу, а Ельцин — Ельцовым). Так же, благостный Советский Союз описанный Максимушкиным иногда относят к антиутопии, тем более, что реальные советско-российские «беды» практически без изменений приписываются американцам. Такая постановка романов «Реванша» сравнивается с конспирологическими произведениями американского писателя Роберта Ладлэма.
В последних двух романах писателя — «Бомбардировщики» и «Багровые волны» написанных так же в жанре АИ, описывается довольно-таки спорный мир, в котором СССР и нацистская Германия вместе воюют против империалистов в 1940 году.

## Произведения
- 2001 год — рассказ «Quit Game»[1].
- 2002 год — рассказ «Все с начала» (на бумаге не издавался, сетевая публикация).
- 2006 год — рассказ «Вариант „Диффенс“» (на бумаге не издавался, сетевая публикация).
- 2006 год — рассказ «Виноватых нет» (на бумаге не издавался, сетевая публикация), так называемый пролог к циклу «Риона».
- 2006 год — рассказ «Падшие с небес» (на бумаге не издавался, сетевая публикация).
- 2006 год — рассказ «Собачий вопрос» (на бумаге не издавался, сетевая публикация).
- 2006 год — рассказ «Последний генерал» (на бумаге не издавался, сетевая публикация).
- Цикл «Реванш»:

- 2006 год — роман «Красный реванш».
- 2007 год — роман «Белый реванш».
- 2012 год — роман «Синий реванш».

- Цикл «Риона»:

- 2007 год — роман «Ограниченный конфликт».
- 2009 год — роман «Звездный протуберанец».

- 2009 год — роман «Багровые волны».
- Цикл «Бомбардировщики»:

- 2010 год — роман «Бомбардировщики».
- 2010 год — роман «Советская Британия».
- 2011 год — роман «Гроза над Польшей».

- 2011 год — роман «Не герой».
- 2012 год — роман «Варяжский меч».
- 2017 год — роман «Опальный адмирал».

#### Издания
- Красный реванш. — М.: Эксмо, 2006. — 480 с. — ISBN 5-699-15867-7.
- Красный реванш. — М.: Эксмо, 2006. — 416 с. — ISBN 5-699-19611-0.
- Белый реванш. — М.: Эксмо, 2007. — 480 с. — ISBN 978-5-699-21228-6.
- Ограниченный конфликт. — М.: Эксмо, 2007. — 480 с. — ISBN 5-289-02553-7.
- Красный реванш. — М.: Эксмо, 2008. — 480 с. — ISBN 978-5-699-25130-8.
- Белый реванш. — М.: Эксмо, 2008. — 480 с. — ISBN 978-5-699-26118-5.
- Белый реванш. — М.: Эксмо, 2009. — 448 с. — ISBN 978-5-699-33662-3.
- Звездный протуберанец. — М.: Лениздат, 2009. — 448 с. — ISBN 978-5-9942-0291-3.
- Красный реванш. Белый реванш. — М.: Эксмо, 2009. — 672 с. — ISBN 978-5-699-34033-0.
- Бомбардировщики. — М.: Эксмо, 2010. — 384 с. — ISBN 978-5-699-39171-4.
- Советская Британия. — М.: Эксмо, 2010. — 384 с. — ISBN 978-5-699-44029-0.